# Édouard Ferray
Édouard Ferray, ou Féray selon son acte de naissance ou encore Feray (né en 1845 à Évreux où il est mort en 1903), est un pharmacien de formation, spéléologue français et homme politique. 
Il est surtout connu pour ses travaux d'hydrogéologie dans le karst normand.

## Biographie
Édouard Ferray est né  le 20 juillet 1845 à Évreux dans le département de l'Eure ; il est décédé le 11 décembre 1903 dans la même ville .
Après des études supérieures poursuivies à l'école de pharmacie de Paris où il côtoie Marcellin Berthelot, il revient s'installer comme pharmacien dans sa ville natale en 1869.
Son métier l'amène à s'intéresser aux eaux d'alimentation sur lesquelles il effectue de nombreuses analyses.
C'est alors que se déclenche la « guerre des eaux » avec la ville de Paris qui achète un grand nombre de sources pour assurer les besoins en eau de la capitale.
Avec l'appui du conseil d'arrondissement d'Évreux dont il est membre, il obtient des crédits du ministère de l'Agriculture et du conseil général de l'Eure pour réaliser des études et recherches sur l'hydrogéologie du département de l'Eure de 1879 à 1898.
Il devient le premier président de la chambre de commerce et d'industrie d'Évreux (1890-1903). Conseiller municipal, il est élu maire d'Évreux le 18 février 1899 à la suite d'Anatole Guindey, mort en fonction.

## Activités spéléologiques
Dans le domaine de la spéléologie, Édouard Ferray réalise des études et recherches sur l'hydrogéologie du département de l'Eure et en particulier sur les eaux du Sec Iton.
Il intègre des travaux antérieurs de Guettard (1758), Lapeyruque  (1857), René Bonin (1856), Caffin[réf. nécessaire] (1865-1866). Il réalise de nombreux traçages, selon un protocole scientifique très strict.
Il décrit et topographie plusieurs cavités normandes, dont certaines sont toujours étudiées par les spéléologues actuels.

## Œuvres
- Ferray, E. (sans date) : titre inconnu, in Recueil de la Société libre de l'Eure, après 1878, avant 1882.
- Ferray, E. (sans date) : titre inconnu, in Bulletin des travaux des Sociétés savantes, ministère de l'Instruction publique (Paris), après 1878, avant 1882.
- Ferray, E. (1882) : Les pertes de l'Iton, in Congrès des Sociétés savantes, Sorbonne (Paris), avril 1882, 1883, 15 pages, Édition Ernest Quettier (Évreux), reprint in L'Eure souterraine (3), 1984, pages 46-56, Édition Fareu (Évreux).

## Distinctions
Il se fait remettre l'insigne de chevalier de la Légion d'honneur le 27 février 1901 par le préfet Dominique Beverini-Vico.
Un odonyme local rappelle le nom de cette personnalité : rue Édouard-Feray à Évreux.